# Diaea simplex
Diaea simplex es una especie de araña cangrejo del género Diaea, familia Thomisidae. Fue descrita científicamente por Xu, Han & Li en 2008.

## Distribución
Esta especie se encuentra en China y Hong Kong.